# Махмуд ан-Нукраші-паша
Махмуд ан-Нукраші-паша (араб. ‏محمود فهمي النقراشي باشا МФА: [mæħˈmuːd ˈfæhmi (e)nnoʔˈrɑːʃi ˈbæːʃæ]; 26 квітня 1888 — 28 грудня 1948) — єгипетський політичний і державний діяч, двічі прем'єр-міністр Єгипту.

## Життєпис
Навчався у Каїрі та Ноттінгемі (Англія). Працював директором школи Гамалія в Каїрі. 1920 року отримав посаду заступника директора виконавчого департаменту в міністерстві сільського господарства. 1924 став заступником генерального секретаря міністерства освіти й комісаром провінції Каїр. Того ж року разом з низкою інших високопоставлених керівників партії «Вафд» був звинувачений у причетності до вбивства командувача британського контингенту в Єгипті Лі Стека, але був виправданий.
У 1930 та 1930—1937 роках обіймав посаду міністра транспорту, у 1938—1939 роках — міністра внутрішніх справ. З 1939 до 1940 року займав пост міністра освіти, а з червня до вересня 1940 — знову пост міністра внутрішніх справ. У 1940—1945 роках був міністром фінансів Єгипту.
1938 року разом з Ахмадом Махір-пашею став одним із засновників Саадистської інституціональної партії, що підтримувала ліберальну монархічну програму. 1946 року очолив партію.
У 1945—1946 та 1946—1948 роках очолював єгипетський уряд. Занепокоєний зростанням популярності «братів-мусульман», у грудні 1948 ухвалив рішення про заборону того руху. Був убитий 28 грудня 1948 року бойовиками «братів-мусульман». Імовірно, замах став відповіддю на убивство одного з лідерів ісламських фундаменталістів Хасана аль-Банна.